# 横浜市風力発電所
座標: 北緯35度28分03秒 東経139度39分08秒 / 北緯35.46750度 東経139.65222度

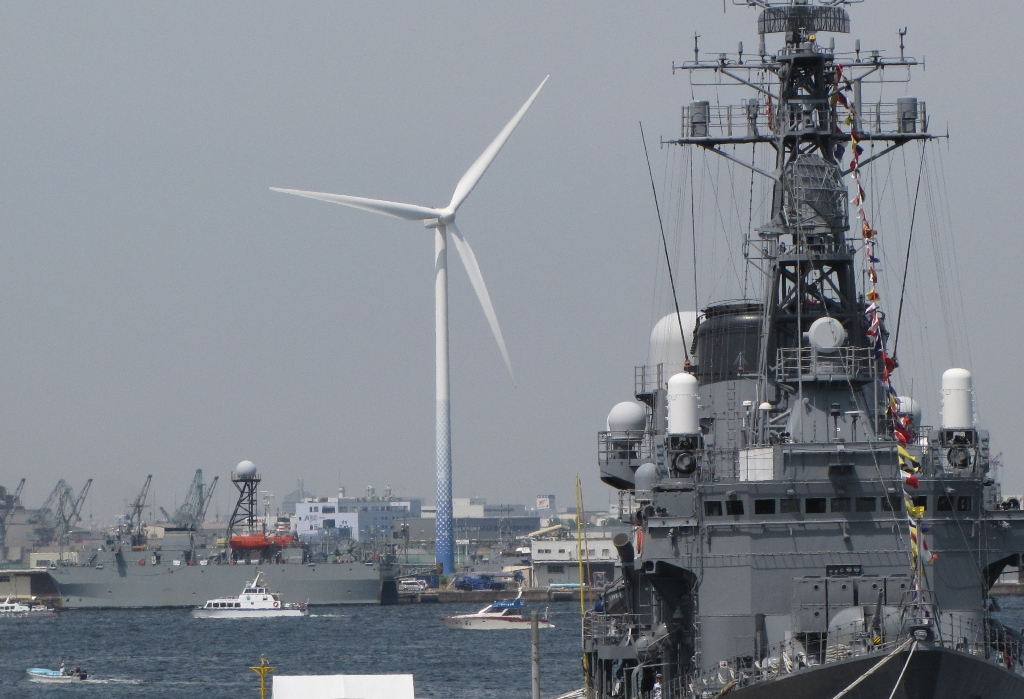
ハマウィング

横浜市風力発電所（よこはましふうりょくはつでんしょ）は、神奈川県横浜市神奈川区鈴繁町の瑞穂埠頭内にある風力発電所。事業主体は、横浜市。2007年3月26日竣功。愛称は「ハマウィング (Hama Wing)」。

## 概要
横浜市風力発電所は、都市型の風力発電所としてみなとみらい21地区の間近にあり、より多くの市民に自然エネルギーを身近に感じてもらいたいとの趣旨がある。日本各地に同様の風力発電所はあるが、ほとんどが山や海の近くの郊外にあり、都市型の風力発電所は全国でも珍しい。

## 設備概要
- 事業主 横浜市
- 所在地 横浜市神奈川区鈴繁町8-1
- メーカー Vestas社
- 機種 V80-2.0MW
- ハブ高さ 78m
- 定格出力 1,980kW
- ローター直径 80m
- ブレード枚数 3枚
- 運転開始 2007年3月26日